# Termodinámica del no equilibrio

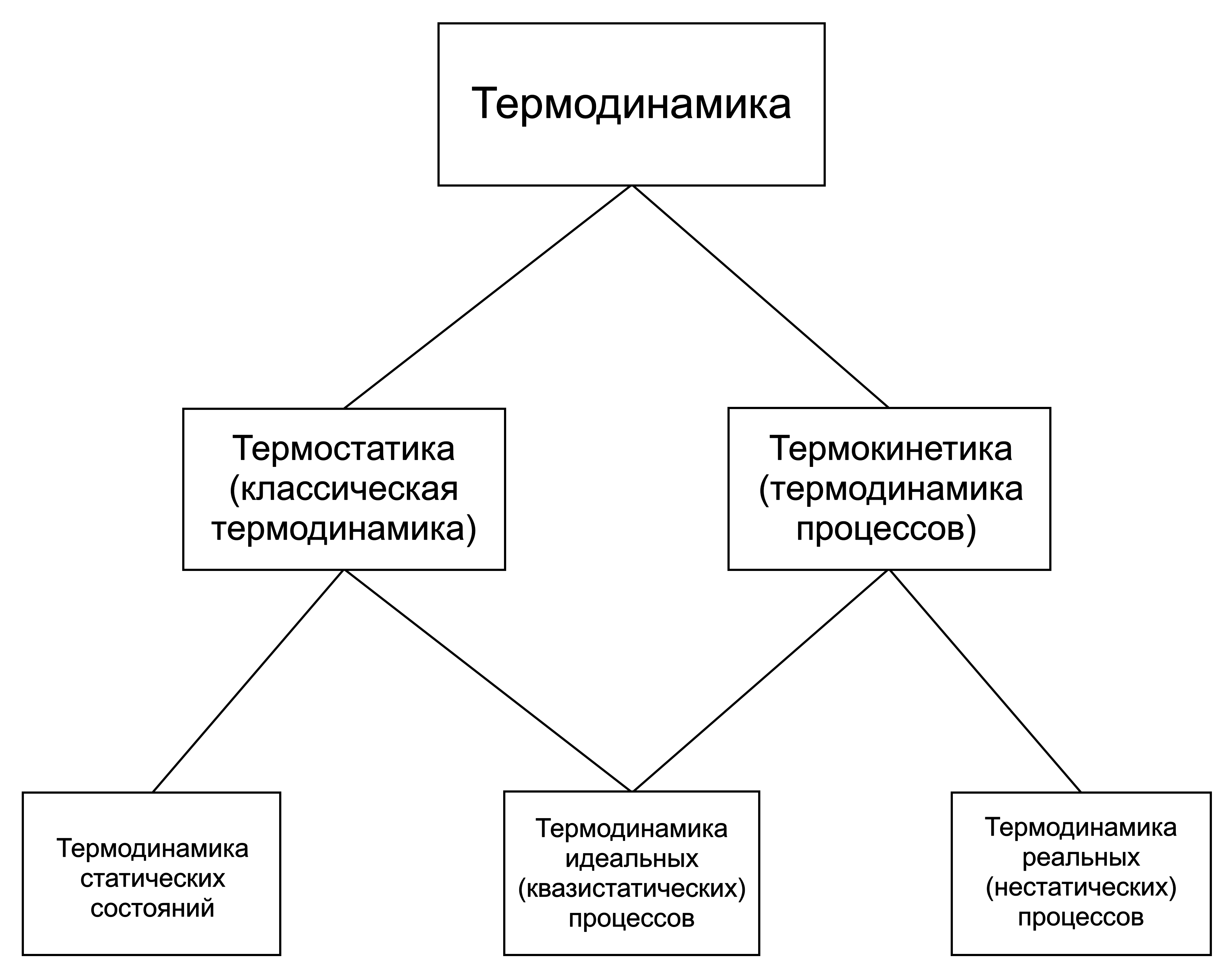
Gráfico de termodinámica del equilibrio.

La termodinámica del no equilibrio es la rama de la termodinámica que estudia los sistemas termodinámicos que se encuentran fuera del equilibrio termodinámico. La mayor parte de los sistemas que se encuentran en la naturaleza no están en equilibrio termodinámico, puesto que están cambiando o se les puede obligar a cambiar en el tiempo y están sujetos continua o discontinuamente a flujos de materia y energía hacia otros sistemas y a reacciones químicas. La termodinámica del no equilibrio trata con los procesos de transporte y con las tasas de reacción químicas. Muchos sistemas en la naturaleza permanecen todavía fuera del campo de estudio de los métodos termodinámicos conocidos.
El estudio de sistemas fuera de equilibrio requiere conceptos más generales que son estudiados por la termodinámica del equilibrio. Una diferencia fundamental entre la termodinámica del equilibrio y la del no equilibrio se encuentra en el comportamiento de los sistemas inhomogéneos, los cuales requieren para su estudio el conocimiento de las tasas de reacción que no están consideradas en la termodinámica del equilibrio de los sistemas homogéneos. Otra diferencia fundamental es la dificultad para definir la entropía en términos macroscópicos para sistemas que no están en equilibrio.

## Descripción general
La termodinámica del no equilibrio es un trabajo en progreso, no un edificio establecido. Este artículo tratará de esbozar algunas aproximaciones y algunos conceptos que son importantes para esta rama de la termodinámica.
Algunos conceptos de particular importancia para la termodinámica del no equilibrio son la tasa temporal de disipación de energía (Rayleigh 1873, Onsager 1931, Gyarmati 1970, Lavenda 1978), la tasa temporal de producción de entropía (Onsager 1931), los campos termodinámicos, la estructura disipativa, y la estructura dinámica no lineal.
Es de particular interés el estudio termodinámico de los estados estacionarios fuera de equilibrio, en los que la producción de entropía y algunos flujos no son cero, pero no hay variación temporal.
Una aproximación inicial a la termodinámica del no equilibrio es llamada algunas veces «termodinámica clásica irreversible». Existen otras aproximaciones, por ejemplo la termodinámica irreversible extendida, y la termodinámica generalizada, pero casi no serán tocadas en este artículo.

### Termodinámica del no equilibrio casi sin radiación de materia en condiciones de laboratorio
De acuerdo a Wildt (véase también Essex), las versiones actuales de la termodinámica del no equilibrio ignoran el calor radiado. Se puede hacer esto debido a que estas versiones hacen referencia a cantidades de materia bajo condiciones de laboratorio con temperatura muy por debajo de la que tienen las estrellas. A temperaturas de laboratorio, en estas cantidades de materia, la radiación térmica es débil y prácticamente puede ser ignorada. Pero, por ejemplo, en física atmosférica, que estudia grandes cantidades de materia que ocupa kilómetros cúbicos, no se puede ignorar la radiación térmica, ya que estas cantidades de materia no están en el rango de las cantidades de laboratorio.

### Termodinámica del equilibrio local
Los términos «termodinámica irreversible clásica»  y «termodinámica del equilibrio local» se utilizan a veces para referirse a una versión de la termodinámica del no equilibrio que requiere ciertas suposiciones para simplificar los cálculos. Las suposiciones tienen como efecto hacer cada pequeño elemento de volumen del sistema efectivamente homogéneo, bien mezclado o sin una estructura espacial efectiva y sin energía cinética de flujo de bulto o de flujo difusivo. Incluso dentro del marco pensado de la termodinámica irreversible clásica, se necesita tener cuidado al escoger las variables independientes para los sistemas. En algunos textos, se hace la suposición de que la variables intensivas de la termodinámica del equilibrio son suficientes como variables independientes para la tarea (se considera que tales variables no poseen «memoria» y no muestran histéresis); en particular, no se admiten variables intensivas de flujo local como variables independientes. Los flujos locales se consideran dependientes de las variables intensivas locales cuasiestáticas. En otros textos sí se consideran variables de flujo local; estas se pueden considerar como clásicas en analogía con los promedios temporales a largo plazo invariantes en el tiempo de los flujos producidos por procesos cíclicos repetidos infinitamente. Ejemplos con flujos son los fenómenos termoeléctricos, conocidos como los efectos Seebeck y Peltier, considerados por Kelvin en el siglo XIX y por Onsager en el siglo XX. Estos efectos ocurren en uniones metálicas, las cuales eran tratadas originalmente de manera efectiva como superficies bidimensionales, sin volumen espacial ni variación espacial.
Se hace también la suposición de que la densidad de entropía local es la misma función de las otras variables intensivas locales, como en el equilibrio. A esto se le conoce como la «suposición del equilibrio termodinámico local».). Se ignora la radiación debido a que es transferencia de energía entre regiones que pueden estar a distancias remotas unas de otras. En la aproximación de la termodinámica irreversible clásica, se permite una variación espacial muy pequeña, desde un elemento de volumen al contiguo, pero se hace la suposición de que la entropía global del sistema puede encontrarse por integración espacial de la densidad de entropía local. Esto significa que la estructura espacial no puede contribuir como debería propiamente a la valoración de la entropía global del sistema. Esta aproximación supone una continuidad espacial y temporal e incluso la diferenciabilidad de las variables intensivas definidas localmente, como la temperatura y la densidad de energía interna. Todos estos son requisitos rigurosos. Por lo tanto, esta aproximación solo puede tratar un rango limitado de fenómenos. No obstante, es importante debido a que puede resolver algunos fenómenos observables macroscópicamente.

### Termodinámica irreversible extendida
La termodinámica irreversible extendida es una rama de la termodinámica del no equilibrio que evita la restricción a la hipótesis del equilibrio local. El espacio de las variables de estado se extiende al incluir los flujos de masa, momento y energía, y en algún momento, flujos de orden superior. El formalismo es bastante útil para describir procesos de alta frecuencia y materiales a escalas de longitud pequeña.

## Conceptos básicos
Existen muchos ejemplos de sistemas estacionarios fuera de equilibrio; algunos son bastante simples, como un sistema confinado entre dos termostatos a diferentes temperaturas o el flujo de Couette ordinario, un fluido encerrado entre dos paredes planas que se mueven en direcciones opuestas y definen condiciones fuera de equilibrio en las paredes. La acción de un láser es también un proceso fuera de equilibrio, pero depende de la partida del equilibrio termodinámico local y, por lo tanto, está más allá del propósito de estudio de la termodinámica irreversible clásica; en este caso, se mantiene una fuerte diferencia de temperaturas entre dos grados de libertad moleculares (con láseres moleculares, son movimientos moleculares vibracionales y rotacionales), el requisito de tener dos temperaturas componentes en única región pequeña del espacio, imposibilitando el equilibrio termodinámico local, lo cual exige que se necesite solo una temperatura. El amortiguamiento de perturbaciones acústicas o las ondas de choque son procesos no estacionarios fuera de equilibrio.  Los fluidos complejos guiados, los sistemas turbulentos y los vidrios son otros ejemplos de sistemas fuera de equilibrio.
La mecánica de los sistemas macroscópicos depende de una gran cantidad de variables extensivas. Se debe recalcar que todos los sistemas se encuentran interaccionando permanentemente con sus alrededores, por lo cual, causan fluctuaciones inevitables en las variables extensivas. Las condiciones de equilibrio de los sistemas termodinámicos están relacionadas con la maximización de la entropía. Si la única cantidad extensiva que se permite fluctuar es la energía interna, y todas las demás cantidades se mantienen estrictamente constantes, la temperatura del sistema es medible y tiene sentido. Por esto, las propiedades del sistema se describen más convenientemente usando el potencial termodinámico conocido como energía libre de Helmoltz (A = U - TS), que es una transformación de Legendre de la energía. Si, además de las fluctuaciones en energía, se permiten fluctuaciones en las dimensiones macroscópicas del sistema (el volumen), se utiliza la energía libre de Gibbs (G = U + PV - TS), y las propiedades del sistema se determinan tanto por medio de la temperatura como de la presión.
Los sistemas fuera del equilibrio son mucho más complejos y pueden sufrir fluctuaciones de más cantidades extensivas. Las condiciones de frontera imponen sobre ellos ciertas variables intensivas, como gradientes de temperatura o movimientos colectivos distorsionados (movimientos de cizalle, vórtices, etc.), que en ocasiones se conocen como fuerzas termodinámicas. Si bien, las energías libres son muy útiles en la termodinámica del equilibrio, se debe enfatizar que no hay una ley que defina las propiedades estacionarias fuera del equilibrio, como ocurre con la segunda ley de la termodinámica para la entropía en la termodinámica del equilibrio. Es por esta razón que, en casos como estos, se debe considerar una trasformación de Legendre más generalizada. Esto es un potencial extendido de Massieu.
Por definición, la entropía (S) es una función de la colección de cantidades extensivas Ei. Cada cantidad extensiva tiene una variable intensiva conjugada Ii, de tal forma que:
{\displaystyle I_{i}={\frac {\partial S}{\partial E_{i}}}.}
Entonces, se puede definir la función de Massieu de la siguiente manera:
{\displaystyle k_{b}M=S-\sum _{i}(I_{i}E_{i}),}
donde kb es la constante de Boltzmann. Por lo tanto
{\displaystyle k_{b}\ dM=\sum _{i}(E_{i}\ dI_{i}).}
Las variables independientes son las intensidades. Las intensidades son valores globales, válidos para el sistema como un todo. Cuando las fronteras imponen al sistema diferentes condiciones locales (por ejemplo, diferencias de temperatura), hay variables intensivas que representan el valor promedio y otras que representan gradientes o momentos de orden superior. Las últimas son fuerzas termodinámicas que conducen flujos de propiedades extensivas a través del sistema.
Puede demostrarse que la transformación de Legendre cambia la condición de máxima entropía (válida en el equilibrio) por una condición de un mínimo en la función de Massieu para estados estacionarios, sin importar si existe o no equilibrio.

## Estados estacionarios, fluctuaciones, y estabilidad
En termodinámica, a menudo se está interesado en un estado estacionario de un proceso, permitiendo que el estado estacionario incluya la ocurrencia de fluctuaciones impredecibles e irreproducibles experimentalmente en el estado del sistema. Las fluctuaciones se deben a los subprocesos internos del sistema y al intercambio de materia o energía con los alrededores del sistema que crean las restricciones que definen el proceso.
Si el estado estacionario del proceso es estable, entonces las fluctuaciones no reproducibles involucran decrementos transitorios de la entropía. La respuesta reproducible del sistema es entonces el incremento de la entropía de vuelta a su máximo, por medio de procesos irreversibles: la fluctuación no puede reproducirse con un nivel significativo de probabilidad. Las fluctuaciones alrededor de los estados estacionarios estables son extremadamente pequeños, excepto cerca de los puntos críticos. El estado estacionario estable tiene un máximo local de entropía y es el estado más reproducible del sistema localmente. Hay teoremas acerca de la disipación irreversible de las fluctuaciones. En este contexto, el término «local» es con respecto al espacio abstracto de coordenadas termodinámicas del estado del sistema.
Si el estado estacionario es inestable, entonces cualquier fluctuación provocará casi seguramente una desviación del sistema desde estado estacionario virtualmente explosiva. Esto puede estar acompañado de una salida aumentada de entropía.

## Equilibrio termodinámico local
El propósito de estudio de la termodinámica del no equilibrio actual no cubre todos los procesos físicos. Una condición para la validez de muchos estudios en la termodinámica del no equilibrio de la materia es que estos traten con lo que se conoce como «equilibrio termodinámico local»

### Equilibrio termodinámico local de materia ponderable
El equilibrio termodinámico local de la materia significa que conceptualmente, para su estudio y análisis, el sistema puede dividirse en «celdas» o «microfases» de tamaño infinitesimal, dentro de las cuales, las condiciones clásicas de equilibrio termodinámico para la materia se satisfacen en una buena aproximación. Estas condiciones se cumplen, por ejemplo en gases muy enrarecidos, en los que las colisiones moleculares no son frecuentes; en las capas límite de una estrella, donde la radiación transfiere energía al espacio; y para fermiones interactuando a temperaturas muy bajas, donde los procesos disipativos dejan de ser efectivos. Cuando se definen estas celdas, se admite que la materia y la energía pase libremente entre las celdas contiguas, lo suficientemente lento para que las celdas permanezcan en sus respectivos equilibrios termodinámicos locales individuales con respecto a las variables intensivas.
Aquí se puede pensar en dos «tiempos de relajación» separados por órdenes de magnitud. El tiempo de relajación mayor es del orden de magnitud de los tiempos que necesita la estructura macroscópica dinámica del sistema  para cambiar. El tiempo menor es del orden de los tiempos que neceista una celda sencilla  para alcanzar el equilibrio termodinámico local. Si estos dos tiempos de relajación no son muy diferentes, entonces el concepto clásico de equilibrio termodinámico local en el contexto de la termodinámica del no equilibrio pierde su significado. y se tienen que proponer otros modelos, por ejemplo la termodinámica extendida irreversible. 
Como ejemplo de lo anterior, en la atmósfera, la velocidad del sonido es mucho mayor a la velocidad del viento. Esto favorece la idea del equilibrio termodinámico local de la materia para estudios de transferencia de calor atmosférica a altitudes por debajo de los 60 km, donde el sonido se propaga, pero no por encima de los 100 km, donde, debido a la escasez de colisiones intermoleculares, el sonido no se propaga.

### Definición de Milne de equilibrio termodinámico local en términos del equilibrio radiativo
Milne, en 1928, considerando el caso de las estrellas, dio una definición de «equilibrio termodinámico local» en términos de la radiación térmica de la materia en cada celda pequeña. Él definió el equilibrio termodinámico local en una celda exigiendo que esta absorbiera macroscópicamente y emitiera espontáneamente radiación como si estuviera en equilibrio radiativo en una cavidad a la temperatura de la materia en la celda. Entonces, la celda obedecería estrictamente la Ley de Kirchhoff de igualdad de emisividad y absorción radiativas, con una función de distribución de un cuerpo negro. La clave para el equilibrio termodinámico en este caso es que la tasa de colisiones de las partículas de materia ponderable, como moléculas debería ser mucho mayor a las tasas de creación y aniquilación de fotones.

## Entropía en sistema que evolucionan
W. T. Grandy Jr. asegura que, aunque la entropía puede definirse para un sistema fuera de equilibrio, cuando se considera de forma estricta, es únicamente una cantidad macroscópica que hace referencia a todo el sistema y no es una variable dinámica y no actúa en general como un potencial local que describe fuerzas físicas locales. Sin embargo, bajo circunstancias especiales, se puede pensar metafóricamente como si las variables térmicas se comportaran como fuerzas físicas locales. El modelo que constituye la termodinámica irreversible clásica está construido sobre este pensamiento metafórico. De hecho, algunos autores son escépticos sobre el hecho de que la termodinámica clásica se aplicable a ciertos sistemas como el universo en su conjunto los seres vivos:

Nuestro Universo tampoco es un sistema termodinámico, ya que es poco probable que su división o duplicación tenga sentido físico. Los sistemas complejos como los humanos o los animales tampoco representan sistemas termodinámicos, porque no es posible dividirlos en pequeños subindividuos vivos. Tampoco es posible combinar un millón de ratones para crear un solo ratón vivo gigante. En resumen, un sistema termodinámico no debe ser ni demasiado pequeño ni demasiado grande o complejo.
André Thess, The Entropy Principle
Thermodynamics for the Unsatisfied, p. 11

## Flujos y fuerzas
La relación fundamental en la termodinámica clásica del equilibrio,
{\displaystyle dS={\frac {1}{T}}dU+{\frac {p}{T}}dV-\sum _{i=1}^{s}{\frac {\mu _{i}}{T}}dN_{i}}
expresa el cambio en la entropía, dS, de un sistema como función de las cantidades intensivas (la temperatura, T, la presión, P y el potencial químico de la i-ésima especie, µi) y de los diferenciales de las cantidades extensivas (la energía interna, U, el volumen, V y el número de partículas de la i-ésima especie, Ni).
Siguiendo a Onsager (1931,I), podemos extender las consideraciones a sistemas termodinámicos fuera del equilibrio. Como base, necesitamos versiones definidas localmente de las cantidades macroscópicas extensivas, U, V y 'Ni, y de las cantidades macroscópicas intensivas, T, P y µi. Para estudios clásicos fuera del equilibrio, consideraremos algunas nuevas variables macroscópicas intensivas definidas de forma local. Bajo las condiciones adecuadas, podemos obtener estas nuevas variables definiendo los gradientes y las densidades de flujo de las cantidades macroscópicas básicas definidas.  Dichos gradientes, son conocidos como «fuerzas termodinámicas». Estas producen densidades de flujo, quizás incorrectamente llamadas «flujos», que son duales a las fuerzas. Estas cantidades se definen en las relaciones de reciprocidad de Onsager.
Establecer las relaciones entre las fuerzas y las densidades de flujo es un problema en mecánica estadística. Las densidades de flujo (Ji) pueden estar acopladas. Las relaciones de Onsager consideran el régimen de no equilibrio termodinámico casi estacionario y estable, lo cual tiene una dinámica lineal en las fuerzas y en las densidades de flujo. En condiciones estacionarias, estas fuerzas y las densidades de flujo asociadas son, por definición, invariantes en el tiempo, así como lo son la entropía definida localmente y la tasa de producción de entropía. Es de notar que para Ilya Prigogine y otros, cuando un sistema abierto está en condiciones que le permiten alcanzar un estado de no equilibrio estacionario y estable, este se autoorganiza de modo que minimiza la producción total de entropía definida localmente.
Uno desearía poder llevar el análisis a la etapa de describir el comportamiento de las integrales de superficie y volumen de las cantidades locales no estacionarias. Estas integrales son flujos macroscópicos y tasas de producción. En general, la dinámica de estas integrales no está descrita adecuadamente por ecuaciones lineales, aunque en casos especiales se pueden describir así.

## Las relaciones de Onsager
Siguiendo la sección III de Rayleigh (1873), Onsager (1931, I) mostró que en el régimen en el cual los flujos Ji son pequeños y las fuerzas termodinámicas Fi varían muy lentamente, la tasa de creación de entropía, σ, está relacionada linealmente con los flujos:
{\displaystyle \sigma =\sum _{i}J_{i}{\frac {\partial F_{i}}{\partial x_{i}}},}
y los flujos están relacionados con el gradiente de las fuerzas, parametrizadas por una matriz de coeficientes denotada convencionalmente por L:
{\displaystyle J_{i}=\sum _{j}L_{ij}{\frac {\partial F_{j}}{\partial x_{j}}}.}
De lo anterior se obtiene que:
{\displaystyle \sigma =\sum _{j}L_{ij}{\frac {\partial F_{i}}{\partial x_{i}}}{\frac {\partial F_{j}}{\partial x_{j}}}}
La segunda ley de la termodinámica exige que la matriz L sea definida positiva. Las consideraciones de la mecánica estadística que involucran la reversibilidad microscópica de la dinámica implican que la matriz L es simétrica. A este hecho se le conoce como la relación de reciprocidad de Onsager.

## Principios termodinámicos especulados de extremos para la disipación de energía y producción de entropía
Jou, Casas-Vázquez y Lebon (1993) han indicado que la termodinámica del no equilibrio clásica «ha visto una extraordinaria expansión desde la Segunda Guerra Mundial», refiriéndose a los premios Nobel otorgados a Lars Onsager e Ilya Prigogine por su trabajo en este campo. Martyushev y Seleznev (2006) notan la importancia de la entropía en la evolución de las  estructuras dinámicas naturales: «dos científicos, a saber, Clausius, …, y Prigogine, han hecho grandes contribuciones en este tema». En su discurso al recibir el Nobel en 1977, Prigogine dijo: «… el no equilibrio puede ser una fuente de orden. Los procesos irreversibles pueden dar lugar a un nuevo tipo de estados dinámicos de la materia, los cuales he llamado “estructuras disipativas”». Glansdorff y Prigogine (1971) escribieron en la página xx: «estas “inestabilidades por ruptura de simetría” son de especial interés, ya que conducen a una “autoorganización” espontánea del sistema, desde el punto de vista tanto de su “ordenamiento espacial” como de su “función”».
Al analizar el fenómeno de las celdas convectivas de Rayleigh-Bénard, Chandrasekhar (1961) escribió: «la inestabilidad ocurre al gradiente de temperatura mínimo al cual puede mantenerse el equilibrio entre la energía cinética disipada por la viscosidad y la energía interna liberada por la fuerza de flotación» Con un gradiente de temperatura mayor que el mínimo, la viscosidad puede disipar energía cinética tan rápidamente como esta es liberada por la convección debida a la flotabilidad; por esto, un estado estacionario con convección es estable. Dicho estado estacionario es a menudo un patrón de celdas hexagonales visibles macroscópicamente, con la convección yendo hacia arriba o hacia abajo en la mitad o en las «paredes» de cada celda, dependiendo de la dependencia en temperatura de las cantidades; en la atmósfera, bajo varias condiciones, parece que cualquier caso es posible (algunos detalles son discutidos por Lebon, Jou, y Casas-Vázquez (2008) en las páginas 143–158). Con un gradiente de temperatura menor que el mínimo, la viscosidad y la conducción de calor son tan efectivos que la convección no puede mantenerse.

### Perspectivas
Hasta hace relativamente poco tiempo, las perspectivas para los principios extremales útiles en esta área parecen haber sido opacadas. C. Nicolis (1999) concluyó que un modelo de dinámica atmosférica tiene un atractor que no es un réginmen de disipación máxima o mínima. Esto parece excluir la existencia de un principio de organización global. Nicolis comenta que esto es, hasta cierto punto, decepcionante. Asimismo, la autora señala la dificultad de encontrar una forma termodinámicamente consistente de producción de entropía.
Otro experto importante ofrece una discusión extensa acerca de las posibilidades para los principios de extremos de producción de entropía y de disipación de energía. Grandy, en el capítulo 12, es muy precavido y encuentra dificultades al definir la «tasa de producción de entropía interna» en muchos casos. Encuentra que en algunas ocasiones, para la predicción del curso de un proceso, puede ser más útil un extremo de la cantidad llamada «tasa de disipación de energía» que la tasa de producción de entropía. Esta cantidad ya parecía en la publicación de 1931 de Onsager, que es el origen de este tema. Otros autores también consideran que las perspectivas para los principios globales extremales están oscurecidos. Entre dichos autores están Glansdorff y Prigogine (1971), Lebon, Jou y Casas-Vásquez (2008), y Šilhavý (1997).
Una propuesta reciente quizá podría evitar estas perspectivas opacadas.

## Aplicaciones de la termodinámica del no equilibrio
La termodinámica del no equilibrio ha sido aplicada exitosamente para describir sistemas biológicos tales como el doblamiento y desdoblamiento de proteínas y el transporte a través de membranas. [cita requerida]